# Лесковка (Черниговская область)
Лесковка (укр. Лісківка) — село в Репкинском районе Черниговской области Украины. Население 27 человек. Занимает площадь 0,04 км².
Код КОАТУУ: 7424482505. Почтовый индекс: 15042. Телефонный код: +380 4641.

## Власть
Орган местного самоуправления — Губичский сельский совет. Почтовый адрес: 15081, Черниговская обл., Репкинский р-н, с. Губичи, ул. Любечская, 12. Тел.: +380 (4641) 4-42-17; факс: 4-42-17.